# 1,4-Butandiol
1,4-Butandiol är en tvåvärd alkohol av butan. Den har formeln C4H8(OH)2. Den har isomererna 1,2-butandiol, 1,3-butandiol och 2,3-butandiol.

## Framställning
1,4-Butandiol kan framställas syntetisk i en så kallad Reppe-process där acetylen (C2H2) reagerar med formaldehyd (CH2O) och bildar 1,4-butyndiol (C4H4(OH)2). Det är ett omättat kolväte som kan hydrogeneras till 1,4-butandiol.
{\displaystyle {\rm {C_{2}H_{2}+2\ CH_{2}O\rightarrow C_{4}H_{4}(OH)_{2}}}}
{\displaystyle {\rm {C_{4}H_{4}(OH)_{2}+2\ H_{2}\rightarrow C_{4}H_{8}(OH)_{2}}}}
Industriellt framställs 1,4-butandiol genom hydrogenering av bärnstenssyra (C2H4(COOH)2).
{\displaystyle {\rm {C_{2}H_{4}(COOH)_{2}+2\ H_{2}\rightarrow C_{4}H_{8}(OH)_{2}+2\ H_{2}O}}}
Företaget Genomatica har genomodifierat E. coli-bakterier att bryta ner socker till 1,4-butandiol.

## Användning

### Industriell användning
1,4-Butandiol används industriellt som lösningsmedel vid tillverkning av diverse plaster, bland annat polyuretan. Det används också för framställning av γ-butyrolakton (GBL) och tetrahydrofuran (THF).

### Användning som drog
1,4-Butandiol kan också användas som narkotika eftersom den bryts ner av kroppens alkoholdehydrogenas och aldehyddehydrogenas till GHB.

#### Biokemi
Nedbrytningen sker i två steg. Först oxideras 1,4-butandiol av alkoholdehydrogenas till γ-hydroxybutanaldehyd. Detta genom att 4' OH-gruppen förlorar en elektron (läs väteatom) och O binds då med en dubbelbindning till kolskelettets 4'-position. Därefter oxideras γ-hydroxybutanaldehyd till γ-hydroxybutansyra (GHB) genom att aldehyddehydrogenas oxiderar bort en elektron (läs väteatom) och binder där in en OH-grupp.
Under nerbrytningen interagerar ämnet med flera andra enzymer.

#### Faror andra än interaktioner
1,4-butandiol kan ge svåra eller livshotande skador. Dödsorsaken är i de flesta fallen andningsstillestånd med följande systemisk cirkulatorisk kollaps. Då 1,4-butandiol är en prodrog (dvs. som omvandlas till sin aktiva form i patientens kropp) innebär skillnader mellan individer att en funktionell dos för en individ är dödlig för en annan.

#### Interaktioner av direktverkande kemisk typ
Som bilden till höger illustrerar så omsätts 1,4-butandiol av ett stort antal enzymer. Interaktion kan ske med andra ämnen (droger eller mediciner) som förändrar omsättningen av 1,4-butandiol. Exempelvis alkohol bryts ner av alkoholdehydrogenas, så att blanda 1,4-butandiol och alkohol innebär att effektiv dos inte är densamma som intag av enbart 1,4-butandiol. Vanligaste dödsorsaken vid denna interaktion är andningsstillestånd.

#### Interaktioner av annan typ än kemisk direktverkan
Samtliga droger som är medvetandesänkande eller på annan väg påverkar andningen negativt kan samverka med 1,4-butandiol och orsaka andningsstillestånd och död. Andningen kan påverkas på fler sätt, en medvetslös patient är oförmögen att skydda sina luftvägar vid kräkning, och kan aspirera (drunkna i) detta.

#### Kroniska skador
1,4-butandiol och GHB orsakar kroniska hjärnskador hos försöksdjur när de används över en kortare period. Försök på råttor visar mätbar försämrad kognitiv förmåga efter 5 dagars användning.